# Хуан Рамірес
Хуан Рубелін Рамірес Бельтре (ісп. Juan Rubelín Ramírez Beltré; нар. 15 серпня 1990) — домініканський борець вільного стилю, чемпіон Південної Америки, дворазовий срібний та дворазовий бронзовий призер Панамериканських чемпіонатів, чемпіон та срібний призер Панамериканських ігор, срібний призер Центральноамериканського і Карибського чемпіонату, срібний та бронзовий призер Центральноамериканських і Карибських ігор, чемпіон та бронзовий призер Боліваріанських ігор.

## Життєпис
Боротьбою почав займатися з 2007 року. Того ж року став Панамериканським чемпіоном серед кадетів.
Тренується в Олімпійському центрі, Санто-Домінго. Тренер — Еліо Карравай.

## Спортивні результати на міжнародних змаганнях

### Виступи на Чемпіонатах світу
| Змагання                        | Збірна                   | Вагова категорія          | Місце |
| ------------------------------- | ------------------------ | ------------------------- | ----- |
| Чемпіонат світу з боротьби 2017 | Домініканська Республіка | вільна боротьба, до 57 кг | 28    |

### Виступи на Панамериканських чемпіонатах
| Змагання                                   | Збірна                   | Вагова категорія          | Місце  |
| ------------------------------------------ | ------------------------ | ------------------------- | ------ |
| Панамериканський чемпіонат з боротьби 2010 | Домініканська Республіка | вільна боротьба, до 55 кг | 5      |
| Панамериканський чемпіонат з боротьби 2011 | Домініканська Республіка | вільна боротьба, до 55 кг | 5      |
| Панамериканський чемпіонат з боротьби 2013 | Домініканська Республіка | вільна боротьба, до 55 кг | Срібло |
| Панамериканський чемпіонат з боротьби 2014 | Домініканська Республіка | вільна боротьба, до 57 кг | 12     |
| Панамериканський чемпіонат з боротьби 2015 | Домініканська Республіка | вільна боротьба, до 57 кг | 13     |
| Панамериканський чемпіонат з боротьби 2017 | Домініканська Республіка | вільна боротьба, до 57 кг | 7      |
| Панамериканський чемпіонат з боротьби 2018 | Домініканська Республіка | вільна боротьба, до 57 кг | Бронза |
| Панамериканський чемпіонат з боротьби 2020 | Домініканська Республіка | вільна боротьба, до 57 кг | Бронза |
| Панамериканський чемпіонат з боротьби 2021 | Домініканська Республіка | вільна боротьба, до 61 кг | Срібло |
| Панамериканський чемпіонат з боротьби 2022 | Домініканська Республіка | вільна боротьба, до 57 кг | 8      |

### Виступи на Панамериканських іграх
| Змагання                  | Збірна                   | Вагова категорія          | Місце  |
| ------------------------- | ------------------------ | ------------------------- | ------ |
| Панамериканські ігри 2011 | Домініканська Республіка | вільна боротьба, до 55 кг | Золото |
| Панамериканські ігри 2019 | Домініканська Республіка | вільна боротьба, до 57 кг | Срібло |

### Виступи на Чемпіонатах Південної Америки
| Змагання                                    | Збірна                   | Вагова категорія          | Місце  |
| ------------------------------------------- | ------------------------ | ------------------------- | ------ |
| Чемпіонат Південної Америки з боротьби 2014 | Домініканська Республіка | вільна боротьба, до 57 кг | Золото |

### Виступи на Центральноамериканських і Карибських чемпіонатах
| Змагання                                                       | Збірна                   | Вагова категорія          | Місце  |
| -------------------------------------------------------------- | ------------------------ | ------------------------- | ------ |
| Центральноамериканський і Карибський чемпіонат з боротьби 2018 | Домініканська Республіка | вільна боротьба, до 57 кг | Срібло |

### Виступи на Центральноамериканських і Карибських іграх
| Змагання                                                | Збірна                   | Вагова категорія          | Місце  |
| ------------------------------------------------------- | ------------------------ | ------------------------- | ------ |
| Центральноамериканські і Карибські ігри 2014 (Веракрус) | Домініканська Республіка | вільна боротьба, до 57 кг | Бронза |
| Центральноамериканські і Карибські ігри 2018            | Домініканська Республіка | вільна боротьба, до 57 кг | Срібло |

### Виступи на Боліваріанських іграх
| Змагання                 | Збірна                   | Вагова категорія          | Місце  |
| ------------------------ | ------------------------ | ------------------------- | ------ |
| Боліваріанські ігри 2017 | Домініканська Республіка | вільна боротьба, до 57 кг | Золото |
| Боліваріанські ігри 2022 | Домініканська Республіка | вільна боротьба, до 57 кг | Бронза |

### Виступи на інших змаганнях
| Змагання                                                     | Збірна                   | Вагова категорія          | Місце  |
| ------------------------------------------------------------ | ------------------------ | ------------------------- | ------ |
| Кубок Гранми і Серро-Пеладо з боротьби 2020                  | Домініканська Республіка | вільна боротьба, до 61 кг | Срібло |
| Олімпійський кваліфікаційний турнір з боротьби 2020 (Оттава) | Домініканська Республіка | вільна боротьба, до 57 кг | 5      |
| Олімпійський кваліфікаційний турнір з боротьби 2020 (Софія)  | Домініканська Республіка | вільна боротьба, до 57 кг | 13     |

### Виступи на змаганнях молодших вікових груп
| Змагання                                                 | Збірна                   | Вагова категорія                 | Місце  |
| -------------------------------------------------------- | ------------------------ | -------------------------------- | ------ |
| Панамериканський чемпіонат з боротьби серед кадетів 2007 | Домініканська Республіка | греко-римська боротьба, до 54 кг | 5      |
| Панамериканський чемпіонат з боротьби серед кадетів 2007 | Домініканська Республіка | вільна боротьба, до 54 кг        | Золото |